# تاریخ مصر در دوران جمال عبدالناصر

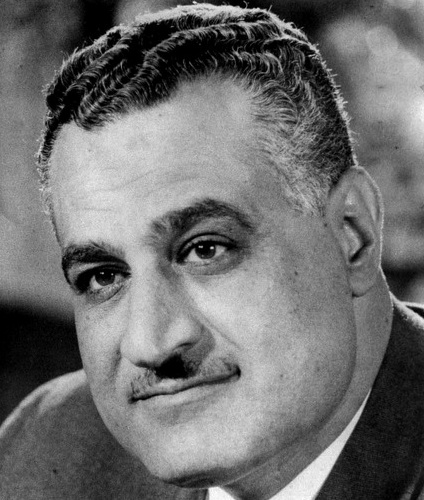
جمال عبدالناصر

تاریخ مصر در دوران جمال عبدالناصر، از انقلاب ۱۹۵۲ مصر که جمال عبدالناصر، یکی از دو رهبر اصلی آن بود، آغاز می‌شود. ناصر، رئیس‌جمهور مصر از ۱۹۵۶ تا زمان مرگش در ۱۹۷۰ بود. مصر ناصری، دورهٔ جدیدی از نوسازی و اصلاحات سوسیالیستی و حمایت از پان‌عربیسم (از جمله اتحاد با سوریه به مدت کوتاه) را تجربه کرد تا به کشورهای در حال توسعه بپیوندند. اعتبار او در مصر و سراسر جهان عرب، پس از ملی کردن کانال سوئز در ۱۹۵۶ و پیروزی سیاسی پس از بحران سوئز، افزایش یافت. اما در پی این تهاجم، مصر به شدت آسیب دید که منجر شد، اسرائیل در جنگ شش‌روزه سال ۱۹۶۷، شبه‌جزیره سینا از مصر را اشغال کند و ناصر دچار شکست سختی شود.